# Vivian Desmet
Vivian Desmet (Brugge, 21 februari 1932) is een Belgisch burgerlijk ingenieur-architect.

## Levensloop
Vivian Jean Desmet, zoon van binnenhuisarchitect Adolphe Desmet, volbracht zijn middelbare studies aan het Koninklijk Atheneum in Brugge. In 1955 behaalde hij het diploma van burgerlijk ingenieur-architect aan de Rijksuniversiteit Gent. Hij vervolgde met stages bij Giò Ponti (1891-1979) in Milaan en Arthur Degeyter in Brugge, terwijl hij ook medewerker was bij Jules Trenteseau (1913-1974) in Brussel en Gent. In 1958 vestigde hij zich als zelfstandig architect in Brugge en in 1961 stichtte hij het ontwerp- en studiebureau Desmet en Depuydt.
Volledig in overeenstemming met de naoorlogse postmodernistische vormgeving, bouwde hij eengezins- en meergezinswoningen, industriële en administratieve gebouwen en een sporthotel.
Het fabrieksgebouw 'Fribona' in Oostkamp trok de aandacht. Van de appartementsgebouwen die hij ontwierp zijn te vermelden: het gebouw aan de Groenerei in Brugge en de residentie 'Sincfal' aan de Komvest. In de sector van de sociale woningen was zijn voornaamste realisatie de wijk 'Sincfal' tussen de Komvest en de Calvariebergstraat. Hij ontwierp ook het dienstgebouw en douanegebouw van de Transportzone in Zeebrugge en de Terminal van North Sea Ferries (later P & O).

## Restauraties

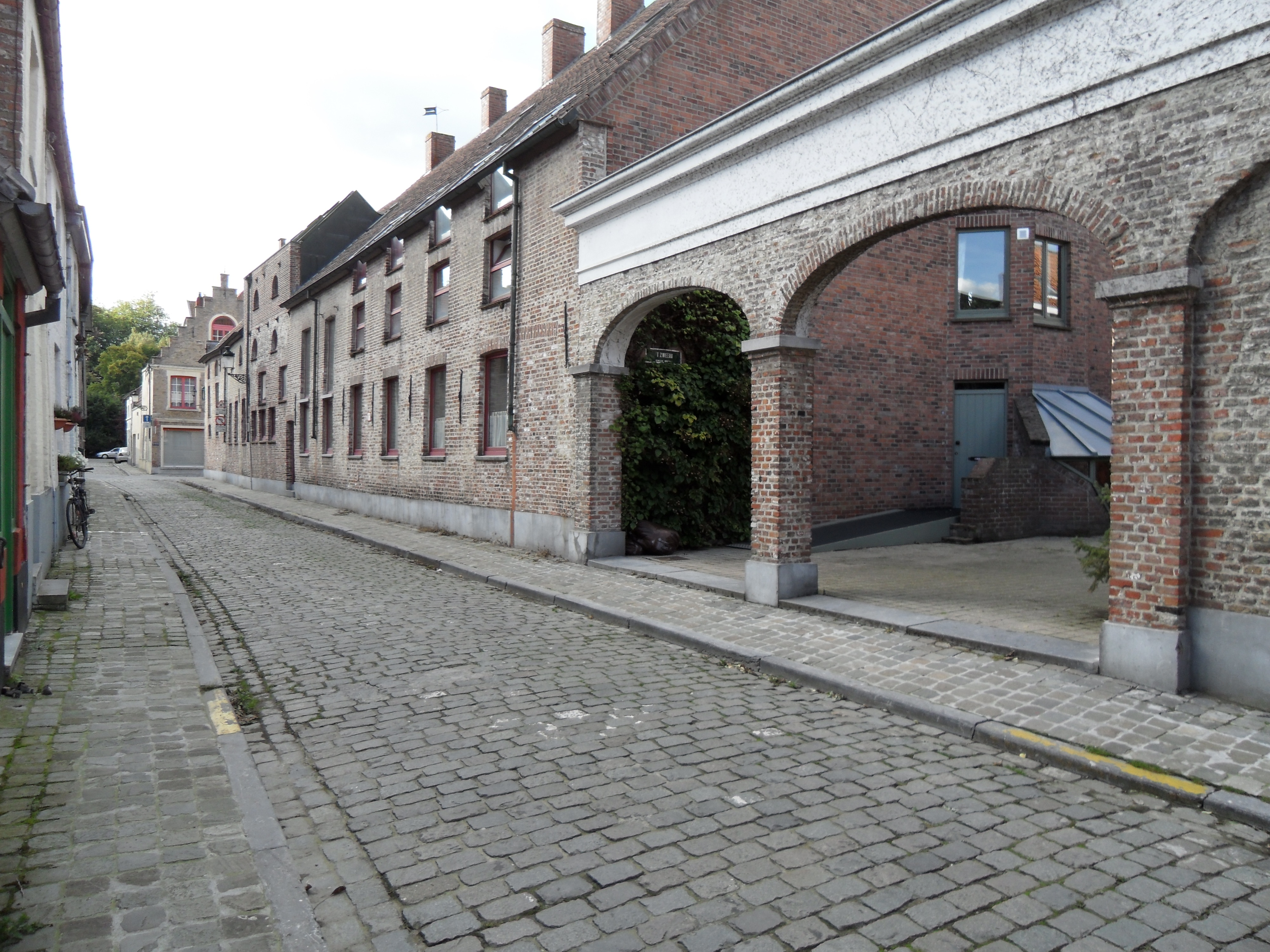
De tot sociale woningen omgebouwde brouwerij Vanderghote

Vanaf 1970 ging hij meer en meer, door zijn activiteiten in de Brugse binnenstad, gebouwen restaureren, vaak in combinatie met de toevoeging van nieuwbouw. Hij maakte zich hierbij verschillende principes eigen waar hij sterk aan hield:
- grondig vooronderzoek van oorsprong en evolutie van het gebouw,
- eerbied voor de schaal en de textuur van de omgeving,
- afwijzing van opzichtige vormvirtuositeit of modieuze ingrepen.

Voorbeelden hiervan zijn:

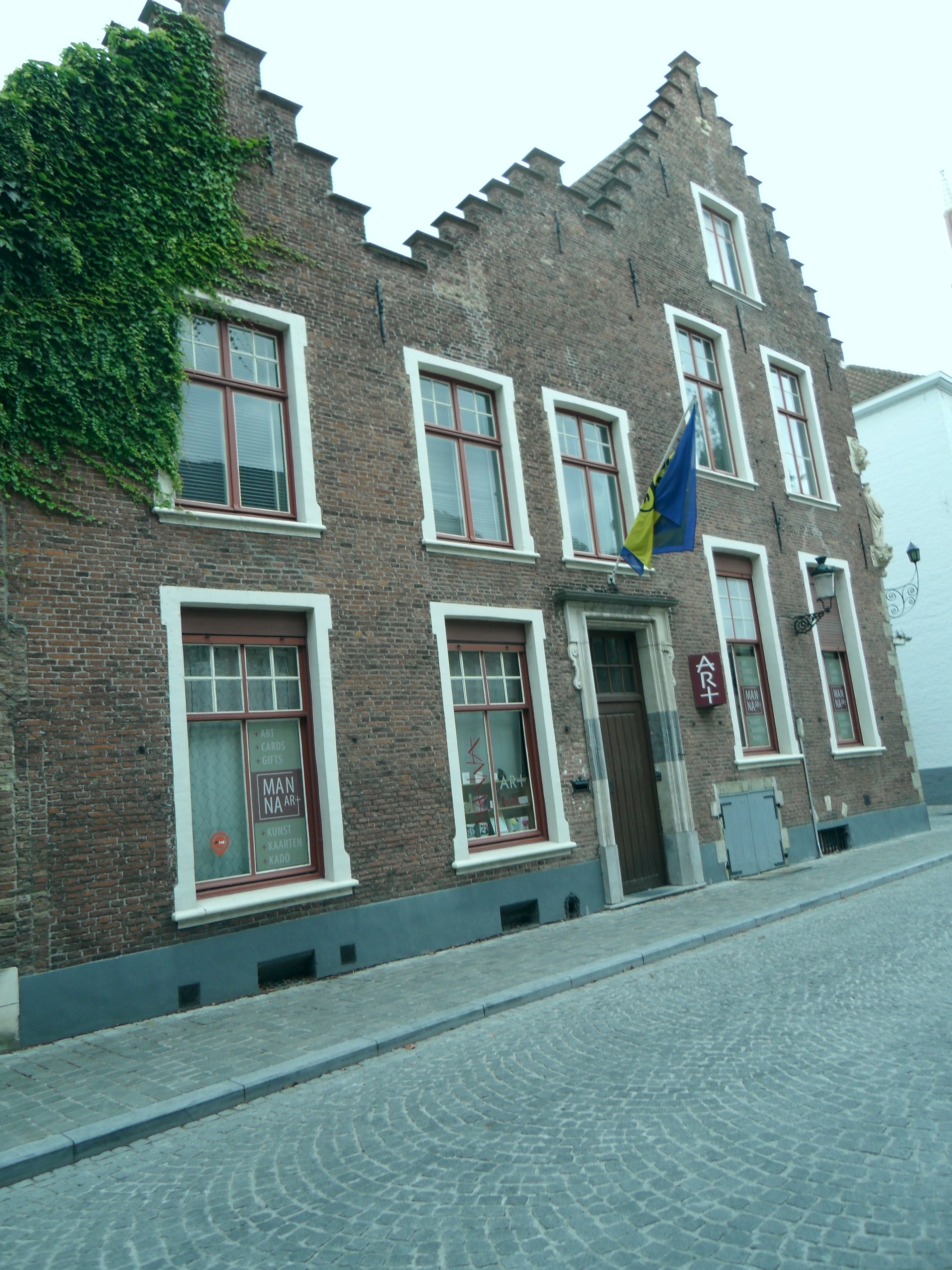
Gerestaureerde woning in de Heilige-Geeststraat.

- Westmeers 52-62: het herstellen van 17de-eeuwse huizen, met toevoeging van ondergrondse parking, nieuwbouw en halfverheven binnenplein,
- Zwarte-Leertouwersstraat - Engelstraat: restauratie van een oud brouwerijgebouw, met nieuwbouw en omvorming tot sociale woningen,
- herenhuis Heilige-Geeststraat - Pijpersstraat, met toevoeging van nieuwbouw,
- Eekhoutstraat - Willemstraat, pand 'De Abdij',
- Ezelstraat 33, restauratie van een herenhuis.

## Gerechtsgebouw

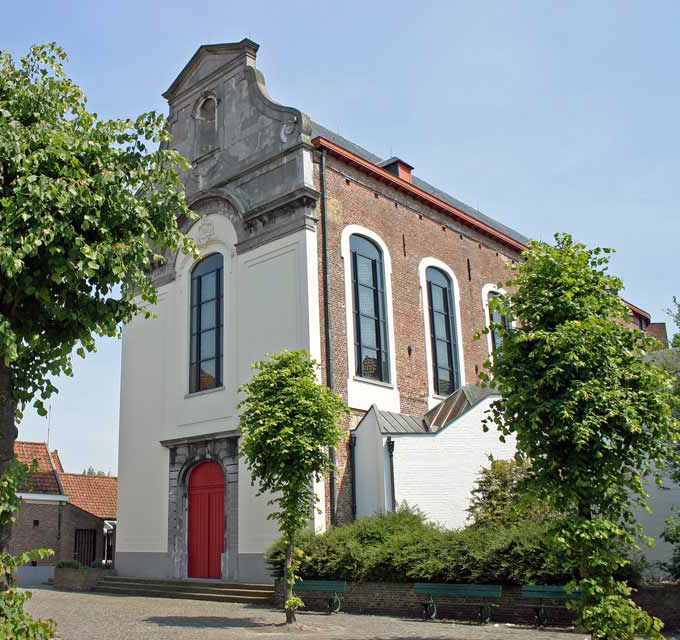
De H.-Brunokerk, hersteld en omgevormd tot Assisenzaal in Brugge.

De omvangrijkste realisatie van Desmet is het nieuwe gerechtsgebouw in Brugge (1979-1985). Nadat hieraan een lange lijdensweg was voorafgegaan, met ontwerpen voor verschillende locaties en in overeenstemming met de smaken van opeenvolgende bouwheren, kwam het nieuwe gerechtshof tot stand, op de gronden van de voormalige kazernes aan de Kruispoort. 
Het bestaat enerzijds uit een aanzienlijke nieuwbouw langs de Kazernevest en in de Koopmansstraat, en anderzijds uit de restauratie in de Langestraat van wat van het vroegere kartuizerklooster overbleef, met name de H.-Brunokapel (die de Assisenzaal werd), de pandgang, de inrijpoort en de gastenwoning (zetel van de Balie geworden). Ook een negentiende-eeuws kazernegebouw werd bewaard en hersteld. De aanleg van de binnentuin gebeurde in overeenstemming met de vroegere kloostertuin. Een aparte herstelling was die van de Auroratuin, die tijdens de Eerste Wereldoorlog de plek was waar heel wat burgers werden terechtgesteld en die als herdenkingsruimte binnen het gebouwencomplex bewaard is.
Parallel hiermee leidde hij ook aanzienlijke restauratiewerken aan de gebouwen van het voormalige gerechtsgebouw, het Brugse Vrije, op de Burg.

## Publicatie
- De restauratieplannen, in: Jean-Pierre ESTHER, Jan DE GRAUWE & Vivian DESMET, Het kartuizerklooster binnen Brugge. Verleden en toekomst, Brugge, 1980.